# Peter Viktor von Besenval

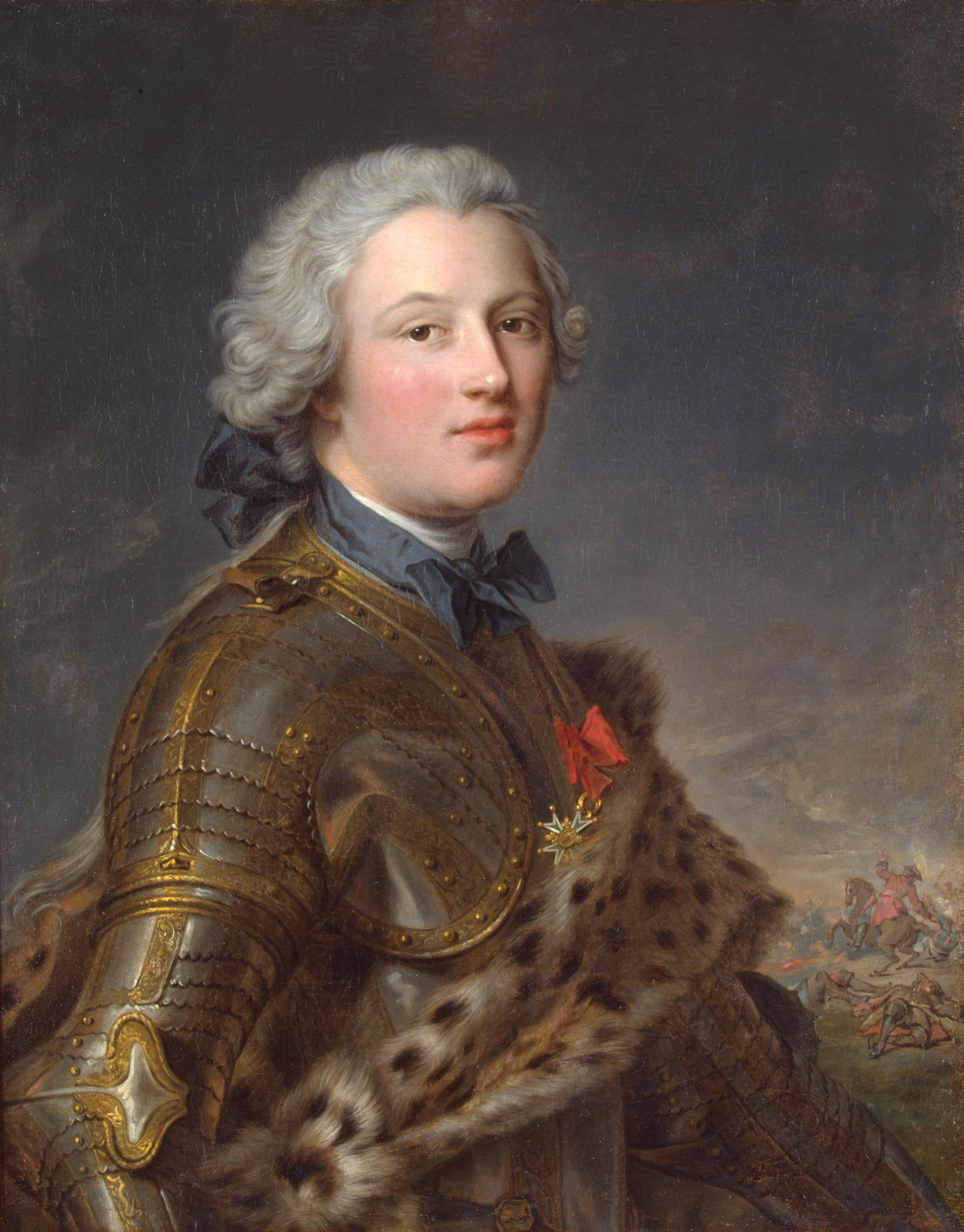
Peter Viktor von Besenval mit dem St.-Ludwigs Ordens, porträtiert von Jean-Marc Nattier, ca. 1766

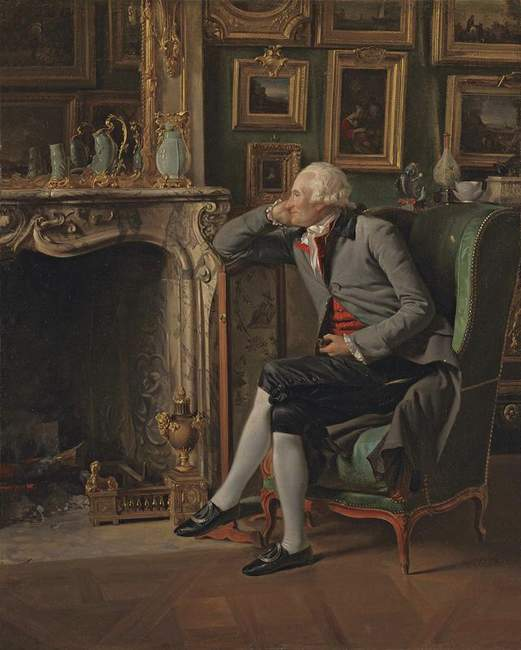
Peter Viktor von Besenval im Salon de Compagnie im Hôtel de Besenval, ca. 1791

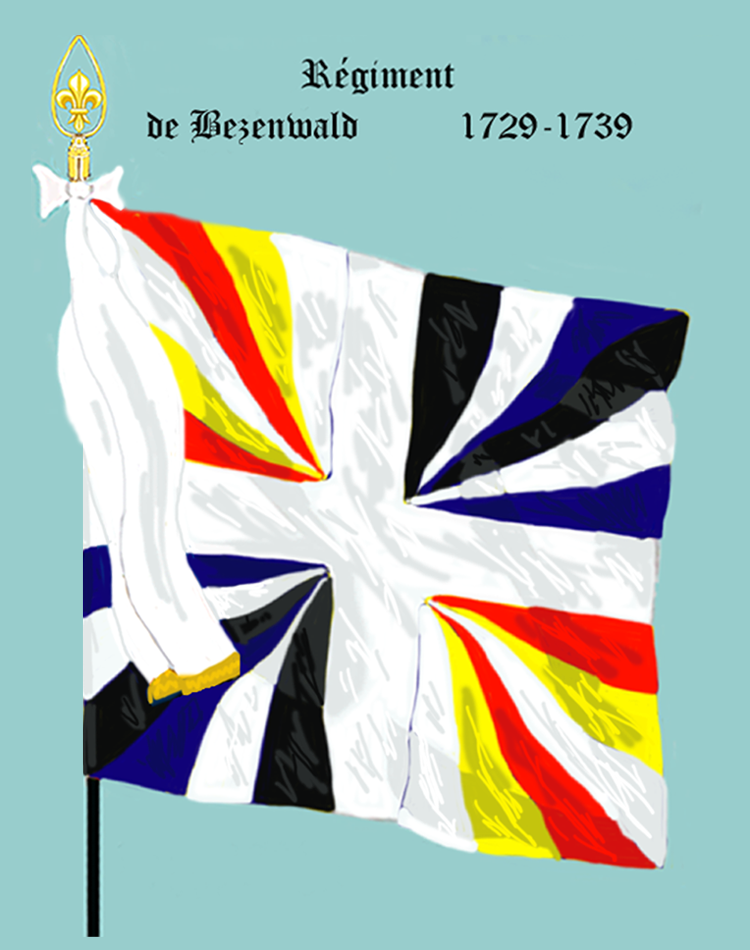
Ordonnanzfahne des Regiments Besenval in franz. Diensten

Peter Viktor von Besenval, Freiherr von Brunnstatt, franz. Pierre Victor de Besenval de Brunstatt, auch Bezenval (* 14. Oktober 1721 in Solothurn; † 2. Juni 1791 in Paris) war ein Schweizer Militär in französischen Diensten.
Peter Viktor stammte aus der bedeutenden Solothurner Patrizierfamilie der Besenval (Bösenwald, auch Bezenwald), die bereits 1655/58 in den franz. Ritterstand und 1695 in den Reichsfreiherrenstand erhoben worden war. Der Adelstitel von Brunnstatt bezieht sich auf die elsässische Herrschaft Brunnstatt, die neben der Herrschaft Byss 1654/57 bzw. 1646 von den Besenval gekauft wurde. Die Familie stellte wiederholt den Schultheissen von Solothurn und beherrschte mit französischen Pensionsgeldern zwischen 1707 und 1723 die Stadt fast im Alleingang. 1690–1791 unterhielt die Familie Besenval eine (Halb-)Kompanie im Schweizergarderegiment des französischen Königshofs, 1729–38 ein Schweizer Regiment in französischen Diensten.
Peter Viktor begann seine militärische Karriere 1731 im Schweizergarderegiment in Frankreich als Kadett. 1736 übernahm er die Besenval'sche Gardekompagnie und wurde 1738 auch ihr Kommandant. Dann folgte eine Musterkarriere eines Schweizer Patriziers in französischen Diensten:
- 1738 Hauptmann
- 1747 Brigadier
- 1748 Adjutant des Marschalls Claude-Victor de Broglie beim Feldzug in Böhmen
- 1757 Adjutant des Herzogs von Orléans
- 1758 Feldmarschall
- 1762 Generalleutnant und Generalinspektor der Schweizer- und Bündner Truppen
- 1766 Militärgouverneur von Hagenau und Verleihung des Grosskreuzes des St.-Ludwigs Ordens
- 1767 Oberstleutnant des Schweizergarderegiments
- 1781 Oberbefehlshaber der Truppen und Garnisonen im Innern Frankreichs

Im Verlauf seiner Karriere kämpfte Besenval auf verschiedenen Kriegsschauplätzen, so in der Rheinarmee 1734 und 1735, in Böhmen 1748 und im Siebenjährigen Krieg in der Schlacht bei Kloster Kampen.
Nachdem er in den 1760er Jahren an der Reform des französischen Heeres durch Étienne-François de Choiseul entscheidend mitgewirkt hatte, wurde Besenval nach 1774 ein Günstling von Marie-Antoinette. Im Juli 1789 war Besenval in seiner Eigenschaft als Militärkommandant der Île-de-France und Gouverneur von Paris Oberkommandant der Garnison von Paris. Während er noch im Mai mit energischen Massnahmen die Ordnung in Paris aufrechterhielt, zog er am 12. Juli die Truppen aus der Stadt Paris ab, wodurch der Sturm auf die Bastille erst möglich wurde. Als die revolutionären Massen seinen Kopf forderten, erhielt Besenval vom König die Erlaubnis, in die Schweiz abzureisen, er wurde jedoch während der Reise erkannt und festgenommen. Auf Intervention von Jacques Necker entging er dem Tod, wurde aber weiter gefangengehalten, bis er im November 1789 wegen Hochverrat angeklagt wurde. Unter anderem wurde ihm vorgeworfen, er habe geplant, die Stadt Paris anzuzünden und er habe Vorbereitungen getroffen, die Revolution blutig zu unterdrücken. Sein Verteidiger Raymond de Sèze konnte die Vorwürfe entkräften und einen Freispruch erreichen. Geschwächt von der langen Haft starb Besenval 1791.
In seiner Heimatstadt Solothurn hielt er seit 1743 die Würde eines Grossrates inne, die er allerdings zwischen 1764 und 1769 wegen einer Staatsaffäre verlor.
Neben seiner militärischen Karriere war Besenval auch als Schriftsteller tätig. Er veröffentlichte moralisch-philosophische Aufsätze, Erzählungen sowie Romane und seine Memoiren, die nach seinem Tod 1805/06 von Louis-Philippe de Ségur veröffentlicht wurden. Sie enthalten zahlreiche Berichte über Affären und Skandale am Hof Ludwig XVI., die zur Zeit der Veröffentlichung grosse Aufmerksamkeit erregten. Die Authentizität der Memoiren wurde von der Familie Besenval bestritten.
1767 kaufte Besenval das Hôtel Chanac de Pompadour in Paris an der Rue de Grenelle. Das Haus dient heute als Schweizer Botschaft in Frankreich.

## Werke
- Ghislain de Diesbach (Hg.): Mémoires du baron de B. sur la cour de France. Paris 1987 ISBN 2-7152-1459-6
- Louis-Philippe de Ségur (Hg.): Besenval, Mémoires, écrits par lui-même. Contenant beaucoup de Particularités et d’Anecdotes sur la Cour, sur les Ministres et les Règnes de Louis XV et Louis XVI, et sur les Evénemens du temps. Précédés d’une Notice sur la Vie de l’Auteur. Buisson: Paris 1805.
- Le Spleen. Paris 1895.
- Arthur Haefliger: Baron Peter Viktor von Besenval im Urteil von Zeitgenossen und Historikern. In: Jahrbuch für solothurnische Geschichte, Bd. 77, 2004, S. 147–170. (Digitalisat).